# إد فيشر
إد فيشر (بالإنجليزية: Ed Fisher)‏ هو لاعب كرة قاعدة أمريكي، ولد في 31 أكتوبر 1876 في واين في الولايات المتحدة، وتوفي في 24 يوليو 1951 في سبوكين في الولايات المتحدة.